# Château de Rancia
Le château de Rancia  est situé dans la commune de Tolentino, province de Macerata dans les Marches,.
Il est situé dans le quartier de Rancia, dans la plaine située à gauche de la rivière Chienti. Il se présente comme un édifice de forme quadrangulaire composé d'une enceinte crénelée renforcée par trois tours d'angle. Le château héberge le musée archéologique Gentiloni-Silverj.

## Historique
Une ferme-grenier fortifiée, la grancia, dépendant de la puissante abbaye de Chiaravalle di Fiastra, est née sur place dès le XIIe siècle. Entre 1353 et 1357, elle fut transformée en château actuel à la demande des Da Varano, seigneurs de Camerino.

## Description
Pour défendre l'entrée principale, s'élève une des tours à laquelle on accédait par un pont-levis, remplacé plus tard par un pont en maçonnerie. Le donjon mesure 25 m de haut et se compose de quatre étages, dont les trois premiers sont voûtés en croisée d'ogives. Le sous-sol du donjon, éclairé par deux hautes fentes, servait autrefois de prison comme l'indiquent les grands anneaux de fer fixés aux murs. Sur deux côtés adjacents de la cour, qui présente au centre une citerne très profonde, se trouvent deux portiques avec des arcs en plein cintre soutenus par des piliers cylindriques en brique.
Au premier étage, un autre portique encadre une grande salle, probablement la partie du château qui servait de résidence. De la cour, on accède à une petite chapelle baroque érigée par les Jésuites.

## Galerie

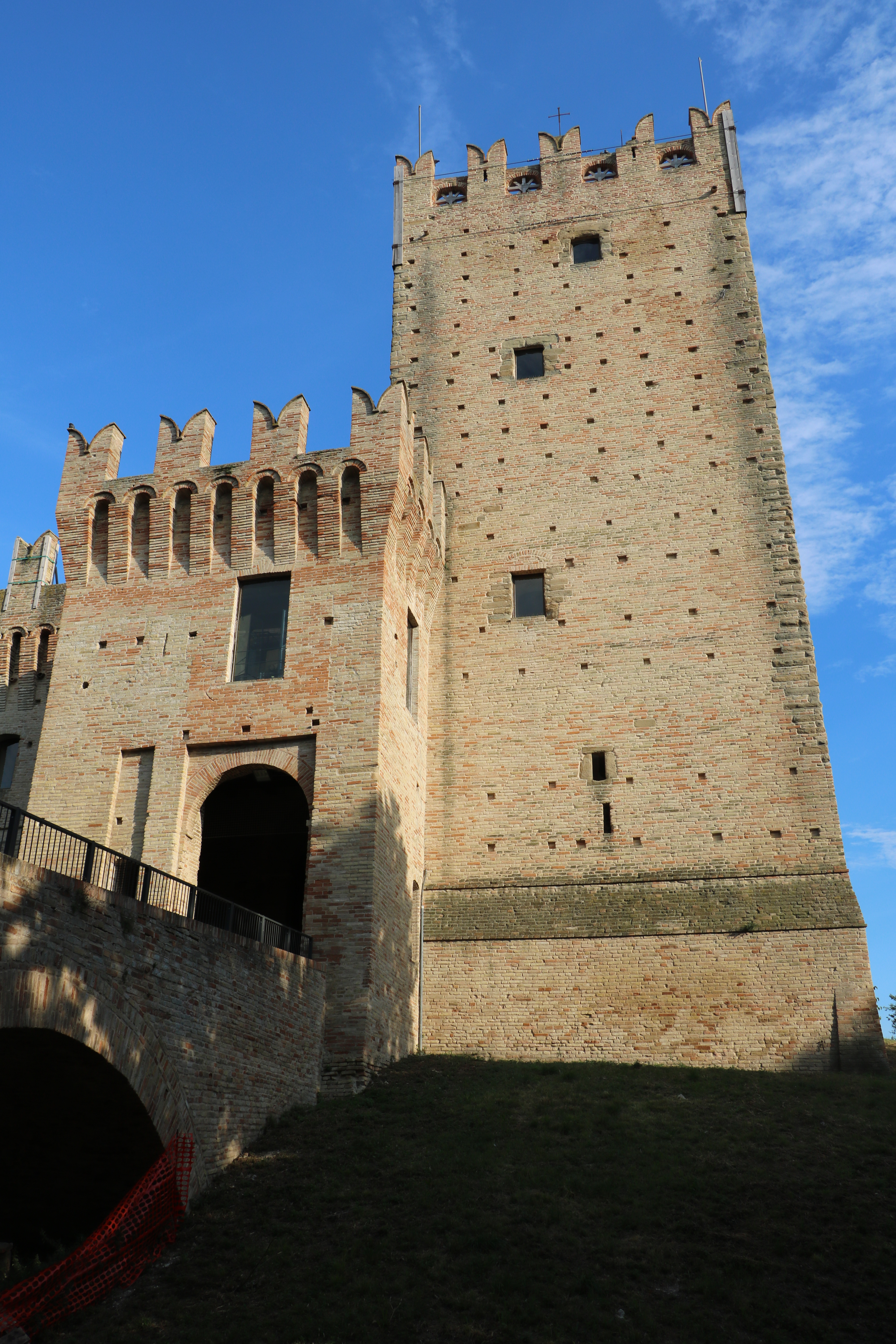
L'entrée du château.
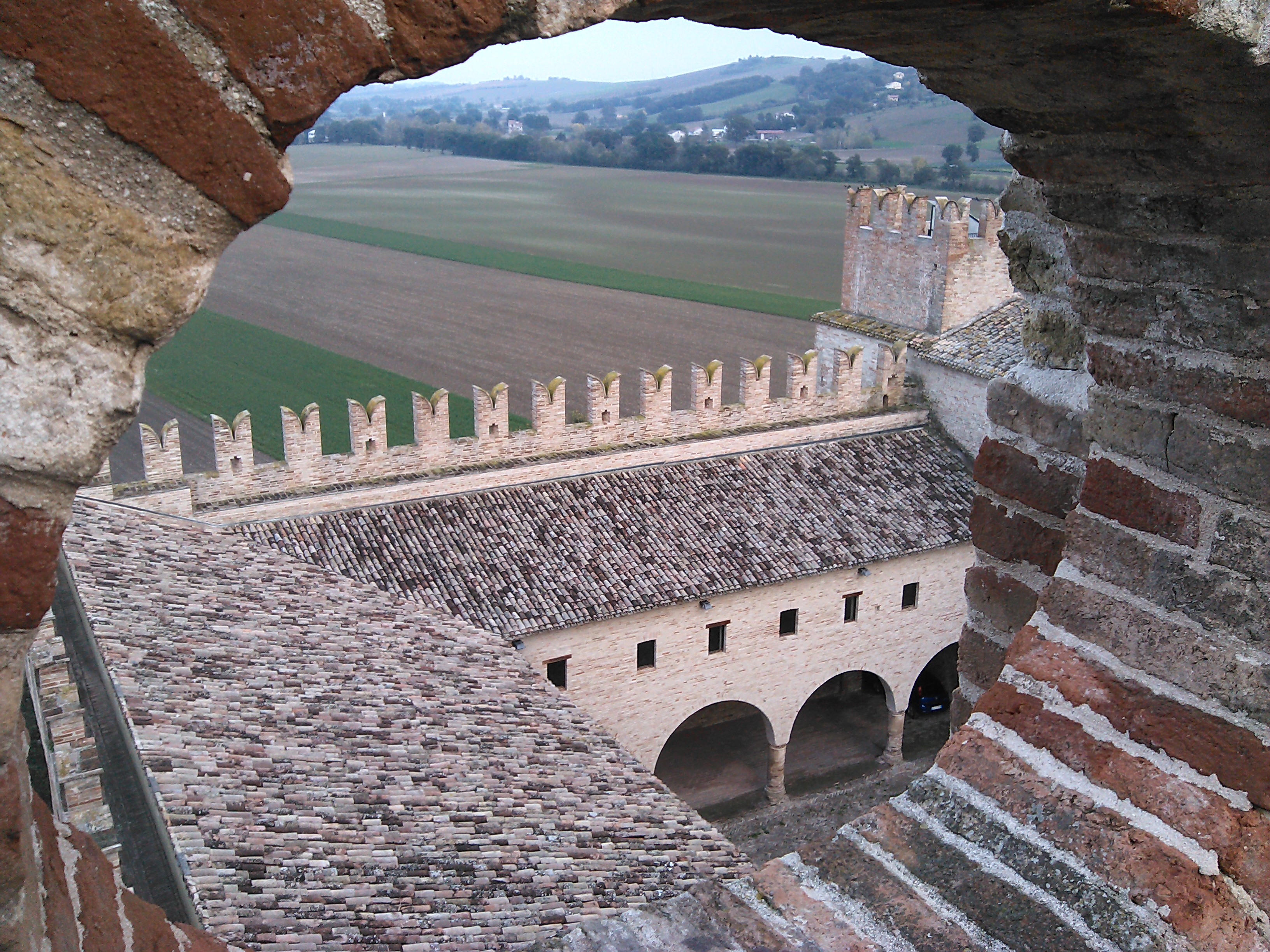